# Arsenal Football Club
El Arsenal Football Club, también conocido simplemente como Arsenal, es un club de fútbol con sede en Holloway, Londres, Inglaterra. Disputa la máxima categoría del fútbol inglés, la Premier League. Es uno de los clubes más laureados del fútbol inglés, ha ganado 47 títulos nacionales, incluyendo 13 campeonatos de liga y un récord de 14 FA Cup; 2 Copa de la Liga, 17 Community Shield y el Trofeo del Centenario de la Liga. También ha ganado dos títulos internacionales: la Copa de Ferias en 1970 y la Recopa de Europa en 1994. En términos de trofeos ganados en general es el tercer club más exitoso de Inglaterra.
Fundado en 1886 en el sudeste de Londres, en 1893, se convirtió en el primer club del sur de Inglaterra en unirse a la Football League, y llegó a la Primera División en 1904. Descendió solo una vez, en 1913, continúa la racha más larga en la primera división, y ha ganado la segunda mayor cantidad de partidos de alto nivel en la historia del fútbol inglés. Ganó sus primeros títulos —cinco ligas y dos FA Cups— en los años 1930. Luego de un período de escasez en los años posteriores a la Segunda Guerra Mundial, se convirtió en el segundo club del siglo XX en ganar el doblete, obteniendo el Campeonato de Liga y la FA Cup de la temporada 1970-71. Los logros siguieron en los años 1990 y 2000. Durante esos años, Arsenal ganó un doblete de copas nacionales, dos dobletes de Liga y Copa, y dos bicampeonatos de la Copa de Inglaterra. Finalizó una temporada de Liga invicto y se convirtió en el primer club de Londres en llegar a la final de la Liga de Campeones de la UEFA en 2005-06, donde cayó contra el F. C. Barcelona. Entre 1998 y 2017, el Arsenal se clasificó para la UEFA Champions League durante 19 temporadas consecutivas.
Herbert Chapman, quien cambió la suerte del Arsenal para siempre, ganó para el club su primera medalla de plata, y su legado llevó al club a dominar la década de 1930; Chapman, sin embargo, murió de neumonía en 1934, a la edad de 55 años. Ayudó a introducir la formación WM, los reflectores y los números de camiseta; también agregó las mangas blancas y un rojo más brillante a la camiseta del club. Arsène Wenger es el entrenador con más años de servicio y ganó la mayor cantidad de trofeos. Ganó un récord de siete Copas FA, y su equipo ganador del título estableció un récord inglés de la racha invicta más larga en la máxima categoría con 49 partidos entre 2003 y 2004, recibiendo el apodo de Los Invencibles.
Los colores tradicionales del club, el blanco y el rojo, han evolucionado con el tiempo. Del mismo modo, fue cambiando la ubicación del club; fundado en el distrito de Woolwich, en el sureste de Londres, en 1913 se mudó al norte de Londres, más exactamente en el distrito de Highbury, donde fue establecido el Arsenal Stadium, que funcionó hasta 2006, donde se hizo un traslado más corto, hacia los alrededores de Holloway, donde se levantó el actual Emirates Stadium, con capacidad para 60 704 espectadores. La estadía histórica del Arsenal en el norte de Londres, ha creado con el tiempo una fuerte rivalidad con el Tottenham Hotspur, conocida como el Derbi del Norte de Londres.
Arsenal posee una de las aficiones más numerosas del mundo. Con unos ingresos anuales de 340,3 millones de libras esterlinas en la temporada 2019-20, Forbes estimó que el Arsenal tenía un valor de 2680 millones de dólares estadounidenses, lo que lo convierte en el octavo club más valioso del mundo.

## Historia

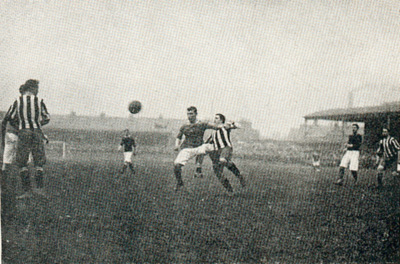
Woolwich Arsenal (en camisas oscuras) jugando contra Newcastle United (con camisas a rayas) en una semifinal de la FA Cup —por primera vez— en el Victoria Ground, Stoke.

El Arsenal Football Club fue fundado formalmente en 1886 bajo el nombre de «Dial Square» por empleados del área del mismo nombre del Royal Arsenal, una fábrica de armamentos en Woolwich, en el sudeste de Londres. El club cambió su nombre a «Woolwich Arsenal» después de convertirse en sociedad anónima en 1893.
El club se convirtió en el primero del sur de Londres en ser admitido en la Football League. Desde 1893 a 1904, el Woolwich Arsenal jugó en la extinta Segunda División de la Football League (segunda categoría), hasta lograr el ascenso a la First Division (máxima categoría) en 1904. El relativo aislamiento geográfico de Arsenal con respecto a los otros clubes de la Footbal League trajo como consecuencias bajas asistencias a los partidos de local a comparación de los otros clubes, algo que contrajo serios problemas financieros y la declaración de bancarrota en 1910. Sin embargo, la desaparición se evitó al ser comprado por los empresarios Henry Norris y William Hall. Norris intentó trasladar al club a otra ubicación, y en 1913, poco después de descender a la Second Division, al finalizar las obras de construcción del Arsenal Stadium en el distrito de Highbury, al norte de Londres, el club se trasladó a su nueva ubicación. Por otro lado, fue quitada la palabra Woolwich del nombre del club, pasando a su nueva denominación «The Arsenal». Arsenal finalizó en la quinta posición en la Second Division en la temporada 1914-15, la última antes de la Primera Guerra Mundial que suspendió la actividad del fútbol inglés por cuatro años. Al finalizar la guerra y reanudarse el fútbol, Arsenal fue elegido, a expensas de sus rivales locales Tottenham Hotspur, para participar en la First Division en la temporada 1919-20. Algunos libros han informado de que esta elección a la máxima categoría se logró por medios dudosos.
Arsenal nombró a Herbert Chapman como entrenador en 1925. Chapman había entrenado al equipo del Huddersfield Town que había ganado el campeonato de Liga en las temporadas 1923-24 y 1924-25 (ver Campeones del fútbol inglés). Con Chapman, el club ganó sus primeros títulos, gracias a sus revolucionarios planteos tácticos, y junto con los fichajes de jugadores estrellas como Alex James y Cliff Bastin, se asentaron las bases de un equipo que dominó el fútbol inglés en los años 1930. Arsenal ganó la FA Cup en 1930 y dos campeonatos de liga en las temporadas 1930-31 y 1932-33. Adicionalmente, la estación del metro local, originalmente llamada «Gillespie Road» pasó a llamarse «Arsenal» en honor al club, por lo que es la única estación de metro en ser nombrada específicamente por un club de fútbol. Fue eliminado el artículo The en el nombre del club, pasando a su actual denominación, «Arsenal Football Club».

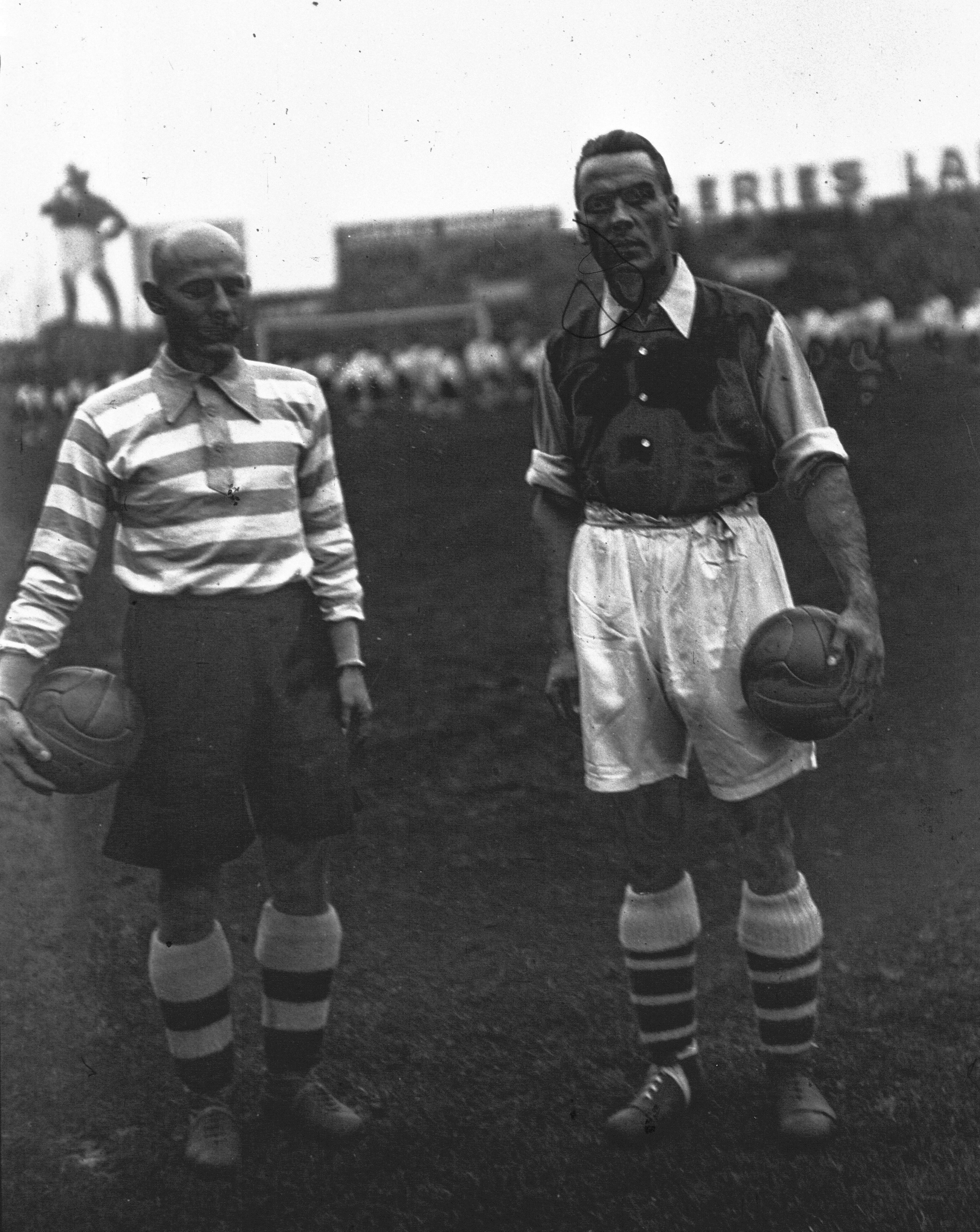
Foto de los capitanes del Arsenal y Racing Club de France en un partido de exhibición entre ambos equipos en 1934.

Chapman murió repentinamente de neumonía a principios de 1934, dejando a Joe Shaw y George Allison al mando del Arsenal. Bajo su conducción, Arsenal ganó el título de liga en las temporadas 1933-34, 1934-35 y 1937-38, y una FA Cup en 1936. Asimismo, y gracias a su excelente situación económica financiera, el club se ganó el apodo de «Bank of England club» —traducción: Club del Banco de Inglaterra—. Como los jugadores clave de aquel equipo del Arsenal se retiraron, el Arsenal había comenzado a desvanecerse a finales de la década, y después de la intervención del Reino Unido en la Segunda Guerra Mundial, el fútbol profesional competitivo en Inglaterra fue suspendido.
Después de la mencionada guerra, bajo la conducción del sucesor de Allison Tom Whittaker, el club ganó dos campeonatos de liga (1947-48 y 1952-53), y una FA Cup en 1950. Sin embargo, tras estos dos períodos, llegó un tiempo de mediocridad para el Arsenal. Ante la incapacidad de traer a los jugadores del mismo calibre como lo habían hecho en los años 1930, el club pasó la mayor parte de los años 1950 y 1960 por lo general en la mitad de tabla en la liga, sin ganar trofeos. Incluso el excapitán de la selección de fútbol de Inglaterra Billy Wright, no pudo conseguir títulos como entrenador al club, en un período comprendido entre 1962 y 1966.
Arsenal nombró sorpresivamente al fisioterapeuta del club Bertie Mee como entrenador en 1966. Después de perder dos finales consecutivas de la Copa de la Liga de Inglaterra, el club ganó su primer título europeo, la Copa de Ferias 1969-70. A este título se le sumó el octavo título de liga del club y su cuarta FA Cup. Estos dos últimos títulos fueron en la temporada 1970-71, siendo así el primer doblete en la historia del club. Esto marcó un punto alto a inicios de la década de 1970. Sin embargo, Arsenal no supo capitalizar su éxito y pasó la mayoría de los años de mediados de los 70 en puestos de mitad de la tabla, destacándose solamente los subcampeonatos de la FA Cup 1971-72 y de la First Division 1972-73. Asimismo, el Arsenal participó, en la temporada 1971-72 como campeón de Liga, por primera vez en la Copa de Europa, llegando hasta cuartos de final.
El 9 de julio de 1976, Terry Neill, con 34 años de edad, fue reclutado por la junta directiva del Arsenal para reemplazar Bertie Mee, y con esa edad se convirtió en el entrenador del Arsenal más joven hasta la fecha. Con los nuevos fichajes como Malcolm Macdonald y Pat Jennings, y la promoción al primer equipo de los juveniles Liam Brady, David O'Leary y Frank Stapleton, el club logró formar un equipo competitivo que llegó a la Final de la Recopa de Europa 1979-80 (perdiéndola por tanda de penaltis ante Valencia). Alcanzó tres finales consecutivas de la FA Cup, (1978, 1979 y 1980), ganando la de 1979, ante el Manchester United por 3-2, en un partido considerado por muchos como un clásico.
El exjugador del club George Graham fue contratado como entrenador en 1986. Bajo su conducción, el club ganó su primera Copa de la Liga en 1987, en su primera temporada en el cargo. Con la llegada de jugadores como Nigel Winterburn, Steve Bould y Lee Dixon, en 1988, se formó el "famoso Back Four", liderado por el defensor local e histórico del club, Tony Adams. A la copa se le sumó un nuevo título de liga en la temporada 1988-89, ganando el último partido de la temporada con un gol en tiempo adicionado del mediocampista Michael Thomas ante quién marchaba puntero, Liverpool. «El Arsenal de Graham» obtuvo la décima liga de First Division para el club en la temporada 1990-91, perdiendo sólo un partido, un doblete de FA Cup y Copa de la Liga en la 1992-93, y un segundo trofeo europeo, la Recopa de Europa 1993-94. La reputación de Graham se vio empañada cuando fue descubierto de soborno, tras haber tomado dinero de Rune Hauge, un agente noruego, para la firma de ciertos jugadores. Ante esta situación, la dirigencia del Arsenal decidió despedirlo en 1995. Su reemplazo, Bruce Rioch, duró sólo una temporada, dejando el club después de una disputa de fondos con la junta directiva.

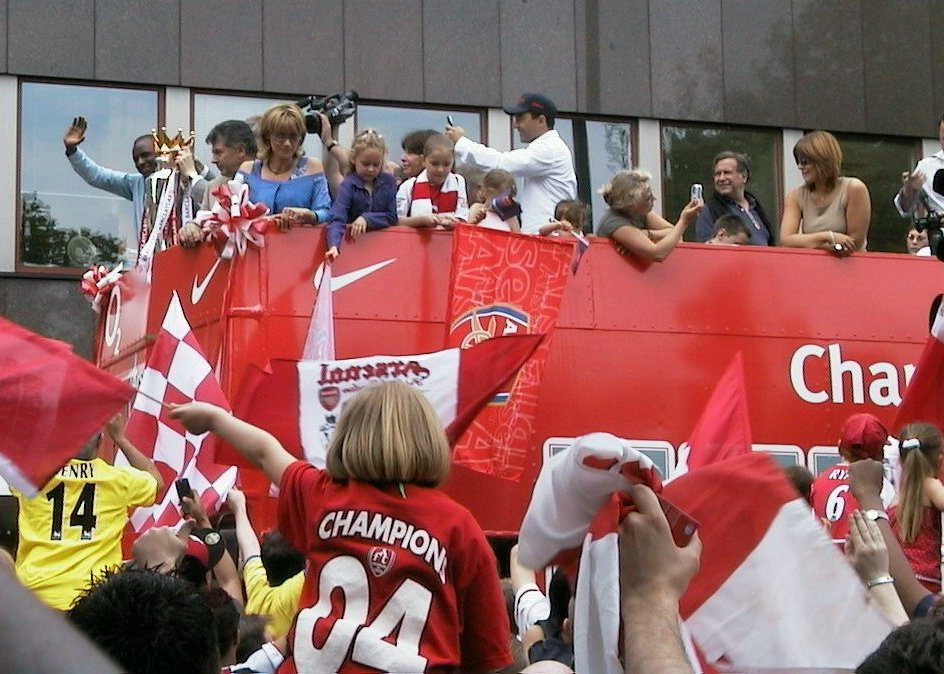
Los jugadores y aficionados del Arsenal celebran su título de 2004 con un autobús de techo descubierto.

El éxito del club en la década de 1990 y la primera década del siglo XXI debía mucho al nombramiento en 1996 de Arsène Wenger como entrenador. Wenger trajo nuevas tácticas, un nuevo régimen de entrenamiento y varios jugadores extranjeros (como Dennis Bergkamp, Thierry Henry, Patrick Vieira, Fredrik Ljungberg, Robert Pires, Gilberto Silva, entre otros) que complementaron el talento inglés existente. Futbolistas británicos como David Seaman, Ian Wright (quien se convirtió en el máximo goleador histórico del club hasta la llegada de Henry), Martin Keown, Ray Parlour y Ashley Cole fueron claves en los títulos del club en esos tiempos. Arsenal obtuvo un nuevo doblete de Liga y Copa en la temporada 1997-98 y un tercero en la 2001-02. Además, el club llegó a la final de la Copa de la UEFA 1999-00 (donde perdió por penales ante el Galatasaray). Entre otros títulos, obtuvo dos FA Cups (2002-03 y 2004-05), y ganó la Premier League en la temporada 2003-04 sin perder un solo partido, un logro que le valió el lado el apodo de «The Invincibles» —traducción: Los invencibles—. Esta última hazaña se produjo en una racha de 49 partidos de liga invictos desde el 7 de mayo de 2003 hasta el 24 de octubre de 2004, siendo un récord nacional.
Arsenal terminó en el primer o segundo lugar en la liga en ocho de las primeras once temporadas de Wenger en el club, aunque en ninguna ocasión fueron capaces de retener el título. A partir de julio de 2013, el club es uno de los cinco equipos, —los otros son el Manchester United, Blackburn Rovers, Chelsea y Manchester City— que ha ganado la Premier League desde su formación en 1992. Arsenal nunca había progresado más allá de los cuartos de final de la Liga de Campeones de la UEFA hasta la edición 2005-06; en esa temporada se convirtió en el primer club de Londres en cincuenta años de historia de la competición en llegar a la final de la competición, en el que fueron derrotados por 2 goles a 1 ante el Barcelona. En julio de 2006, se trasladó al actual Emirates Stadium, después de 93 años en el distrito de Highbury.
Arsenal llegó a la final de la Copa de la Liga de Inglaterra en 2007 y 2011, perdiendo por 2-1 ante el Chelsea y el Birmingham City, respectivamente. Luego de ocho años sin ganar títulos, el 17 de mayo de 2014, venció Hull City en la final de la FA Cup 2013-14, al revertir una desventaja de 0-2 para ganar el partido 3-2 en el Estadio de Wembley. Este título clasificó al club para disputar la Community Shield 2014 ante el Manchester City, campeón de la Premier League 2013-14. Arsenal obtuvo un rotundo triunfo por 3-0 en dicho partido, ganando su segundo trofeo en tres meses. Nueve meses después de su triunfo en la Community Shield 2014, Arsenal obtuvo el bicampeonato de FA Cup, goleando al Aston Villa 4-0 en la final de la edición 2014-15, convirtiéndose en el club más exitoso en la historia del torneo con 12 títulos.
La temporada 2017/18 fue la última de Arsène Wenger como entrenador del club, dejando a los "gunners" luego de 22 años. La temporada finalizó con el Arsenal en la posición 6 en Premier League, campeones de la Community Shield ante el Chelsea, subcampeones de la EFLCup siendo derrotados por el Manchester City, cayendo en la tercera ronda de FA Cup con el Nottingham Forest y siendo eliminados en semifinales de la Liga Europa de la UEFA contra el Atlético de Madrid. Para la campaña 2018/19 Unai Emery se convertiría en el nuevo entrenador, el club terminaría en el puesto 5 en liga, eliminados en quinta ronda de FA Cup a manos del Manchester United, eliminados en cuartos de final de EFL Cup por el Tottenham Hotspur y subcampeones de la Europa League al caer contra el Chelsea. En la temporada 2019/20 tras 13 fechas, el 29 de noviembre, debido a la mala racha que arrastraba el equipo Unai Emery fue despedido tomando el mando como entrenador interino la leyenda del club Fredrik Ljungberg. Posteriormente, en diciembre, el club firma un contrato por 4 años con Mikel Arteta para que asuma la dirección. A pesar de que el club finalizó la temporada en un decepcionante 8° puesto (peor posición del club desde 1995), Arsenal se consagró campeón nuevamente de la FA Cup, siendo claves Pierre-Emerick Aubameyang y Emiliano Martínez en la obtención del título. En agosto, consiguió la Community Shield 2020, tras derrotar a Liverpool FC en los penales, tras igualar 1-1 en el tiempo regular.
En la temporada 2020-21, Arsenal compitió en la Liga Europa de la UEFA, donde alcanzó las semifinales siendo eliminado por el Villarreal CF con un resultado global de 1-2. En el ámbito local, el equipo finalizó sin títulos, siendo eliminado de la FA Cup y de la EFL Cup, y quedó 8° en la Premier League de esta manera no pudo clasificar a torneos internacionales después de 25 años.

## Símbolos

### Escudo

Primer escudo del Royal Arsenal (1888).

Escudo del Arsenal (1949-2002).

Desde la fundación del club, el Arsenal ha tenido múltiples escudos (o crestas), todos ellos con pequeñas modificaciones. El primer escudo de Royal Arsenal contó con tres cañones orientados hacia arriba, apuntando hacia el norte, similar al escudo de armas de la Ciudad metropolitana de Woolwich (hoy trasladado a la escudo de armas de la ciudad real de Greenwich). Estos a veces puede ser confundidos con chimeneas, pero la presencia de una cabeza de león tallada y un cascabel a cada lado son indicadores claros de que son cañones. Este escudo dejó de utilizarse después de la mudanza a Highbury en 1913, sólo para ser reinstalado en 1922; ese mismo año, el club adoptó el primer escudo con un solo cañón, apuntando hacia el este. Este escudo sólo fue usado hasta 1925, cuando el cañón se cambió de orientación hacia el oeste y a la izquierda de este figuraba el apodo del equipo, The Gunners.
En 1949, el club dio a conocer un escudo modernizado con el mismo estilo de cañón a continuación el nombre del club, escrito en letra gótica. Por debajo de él, se encontraba el escudo de armas del Municipio metropolitano de Islington y un pergamino inscrito con el recién adoptado lema del club, «Victoria Concordia Crescit» —traducción: "La victoria viene de la armonía"—. El lema fue acuñado por el editor de programas del club Harry Homer. Por primera vez el escudo venía con colores, en este caso en rojo, verde y dorado. Debido a las numerosas revisiones del escudo, el Arsenal fue incapaz de poseer los derechos de autor del mismo. Aunque el club había logrado registrarlo como marca, el club había tenido una larga batalla legal con un comerciante local de la calle que vendía de manera "no oficial" mercancía del Arsenal. Arsenal finalmente buscó una protección legal más completa. Por lo tanto, en 2002 se introdujo un nuevo escudo con líneas curvas más modernas y un estilo simplificado, que era de derechos de autor. El cañón, se direcciona al este y el nombre del club está escrito en una tipografía sans-serif encima del cañón. El verde fue sustituido por el azul oscuro. El nuevo escudo recibió una respuesta crítica de muchos seguidores. La Asociación Independiente de Aficionados del Arsenal afirmó que el club hizo caso omiso de la mayor parte de la historia del Arsenal y con una tradición radical de diseño moderno, y que los aficionados no habían sido adecuadamente consultados sobre el tema.
Hasta la década de 1960, fue usada una insignia especial sólo para los partidos de alta relevancia, como la final de la FA Cup. La insignia, consistía por lo general en un monograma con las iniciales del club en rojo sobre un fondo blanco.
El monograma fue convertido en una insignia de estilo Art déco, en el que las letras «A» y «C» enmarcan un balón de fútbol en lugar de la letra «F», el conjunto dentro de una frontera hexagonal. Este ejemplo temprano de un logotipo corporativo, introducido como parte de una nueva marca de por parte de Herbert Chapman del club en los años 1930, fue usado no solo en la camisetas para los partidos de la final de la FA Cup, sino también como un símbolo del Arsenal Stadium, colocándose en la cima de la entrada principal y en los pisos de la sede. Desde 1967, un cañón blanco fue usado regularmente en las camisetas, hasta su sustitución por el escudo del club, a veces con la adición del apodo The Gunners, en la década de 1990.
En la temporada 2011-12, el Arsenal celebró su 125.º aniversario. Las celebraciones incluyeron una versión modificada del escudo corriente lleva en sus camisetas para la temporada. La escudo era todo blanco, rodeado de 15 hojas de roble a la derecha y junto con una hojas de una corona de laureles a la izquierda. Las hojas de roble representan a los quince miembros fundadores del club que se reunió en el bar Royal Oak en 1886. Las 15 hojas de laurel representan los seis peniques pagados por los quince hombres que fundaron el club, y la fortaleza. Para completar el escudo, los años 1886 y 2011 se muestran a ambos lados de la leyenda «Forward» en la parte inferior del escudo.

## Indumentaria

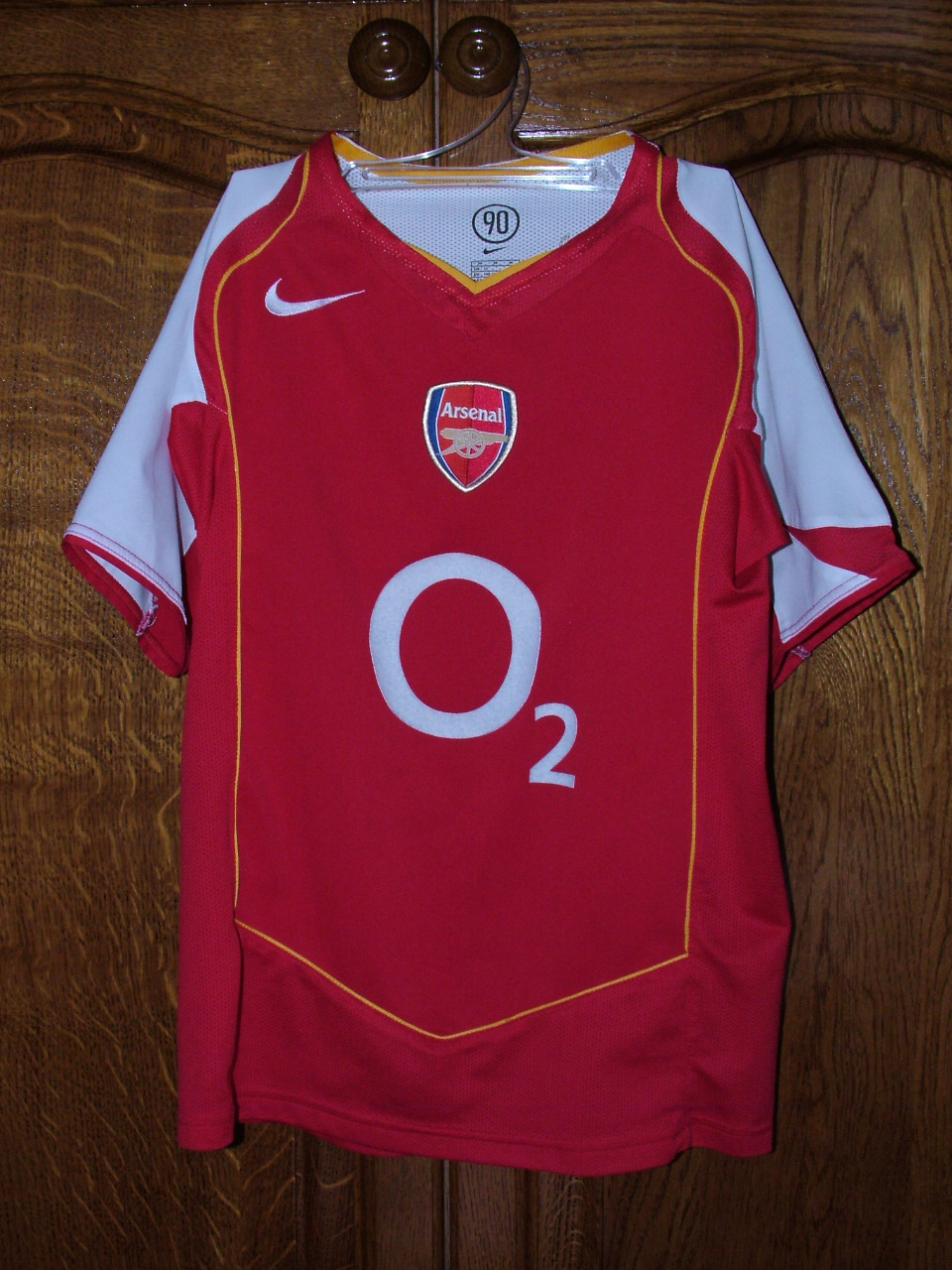
Indumentaria utilizada en los partidos de local en la temporada 2004-05.

Durante gran parte de la historia del Arsenal, sus colores han sido camisas rojas brillantes con mangas blancas y pantalón blanco, aunque esto no ha sido siempre el caso. La elección de rojo está en el reconocimiento de una donación de caridad de Nottingham Forest, poco después de la fundación de Arsenal en 1886. Los fundadores de Dial Square, Fred Beardsley y Morris Bates, fueron jugadores del Forest que se mudaron a Woolwich a trabajar. Cuando fundaron el club en aquel lugar, no tenían equipamiento, entonces escribieron una nota a la directiva del Nottingham Forest para obtener ayuda, y recibieron de regalo un equipo completo y una pelota. El uniforme (o kit en inglés) originalmente fue rojo completo, pero de un rojo casi púrpura.
En 1933, Herbert Chapman, queriendo ver a sus jugadores vestidos de una manera más original, actualizó el uniforme agregándole mangas y pantalones blancos, aclarando el rojo, quitando el efecto "pillar box". Dos posibilidades se han sugerido para el origen de las mangas blancas. Una historia informa que Chapman notó que un partidario en las gradas llevaba un suéter sin mangas roja sobre una camisa blanca; otra era que él se inspiró en un traje similar usado por el dibujante Tom Webster, con quien Chapman jugó al golf.
Independientemente de si la historia es verdadera o no, el Arsenal finalmente estableció dichas camisetas para sus encuentros que dispute como local, convirtiéndose con el paso de los años en un símbolo del club, y vistiendo desde entonces así, con la excepción de dos temporadas. La primera fue la 1966-67, cuando el Arsenal llevaba camisetas de varios tonos de rojo; sin embargo, la camiseta no atrajo mucho a la afición y las mangas blancas regresaron la temporada siguiente. La segunda excepción fue la 2005-06, la última temporada que el Arsenal jugó en su antiguo estadio en Highbury, cuando el equipo utilizó camisetas conmemorativas similares a las usados en 1913, su primera temporada en el estadio; el club volvió a sus colores normales al inicio de la próxima temporada. En la temporada 2008-09, el Arsenal sustituyó las tradicionales mangas blancas con mangas de color rojo con una amplia franja blanca.
Estos colores del Arsenal han sido la inspiración para muchos otros clubes. En 1909, Sparta Praga adoptó un uniforme de color rojo oscuro como el que llevaba el Arsenal en ese momento; en 1938, el Hibernian adoptó el diseño de las mangas de la camisa del Arsenal en su propia franja verde y blanco. En 1920, el entrenador del Sporting Clube de Braga, tras regresar a Braga después de un partido en el Arsenal Stadium, cambió su uniforme verde de su equipo a una copia del uniforme del Arsenal de rojo con mangas blancas y pantalones cortos, dando lugar al apodo del equipo de Os Arsenalistas. Estos equipos todavía usan esos diseños en la actualidad.
Por otro lado, durante muchos años los colores utilizados por el uniforme de visitante del Arsenal (o reserva) eran camisas blancas y pantalones cortos, ya sea negro o blanco. En la temporada 1969-70, el Arsenal presentó un uniforme que consistía en camisas amarillas con pantalón azul. Este uniforme fue usado en la final de la FA Cup de 1971, en la que Arsenal venció a Liverpool para ganar el doblete por primera vez en su historia. Al año siguiente, el Arsenal llegó otra vez a la final de la FA Cup, llevando una camiseta con franjas rojas y blancas, y siendo derrotados ante Leeds United. Arsenal luego compitió en tres finales consecutivas de esta competencia entre 1978 y 1980, cambiando las franjas a amarillo y azul, argumentando que les traería suerte. Este cambio se mantuvo hasta que en la temporada 1982-83, salió a la venta un uniforme con colores de verde y azul marino, sin franjas. La siguiente temporada, el Arsenal volvió al uniforme de color amarillo y azul, aunque con un tono azul más oscuro que antes.
Cuando Nike reemplazó a Adidas como proveedor de la indumentaria del Arsenal en 1994, los colores usados para los partidos de visitante cambiaron de nuevo a las camisas y pantalones cortos de color azul de dos tonos. Desde la década de los 90, junto con el advenimiento del lucrativo negocio de la venta de camisetas, los colores de reserva han cambiado de temporada en temporada, teniendo incluso un tercer uniforme en caso de ser necesario. Durante este período, los diseños han sido totalmente azules, o ha tenido variaciones en el tradicional amarillo y azul, como un color dorado metálico y azul marino a franjas usada en la temporada 2001-02, u otras indumentarias con colores amarillo y gris oscuro —usado entre 2005 y 2007—, o amarillo y marrón del año, —usado del año 2010 al 2013—. A partir de 2009, la segunda equipación se cambia cada temporada, y el uniforme saliente por temporada se convierte en el tercer uniforme del club si hay modificaciones en el primer uniforme.
| Primero | (Ver evolución) | Actual |

## Infraestructura

### Estadio

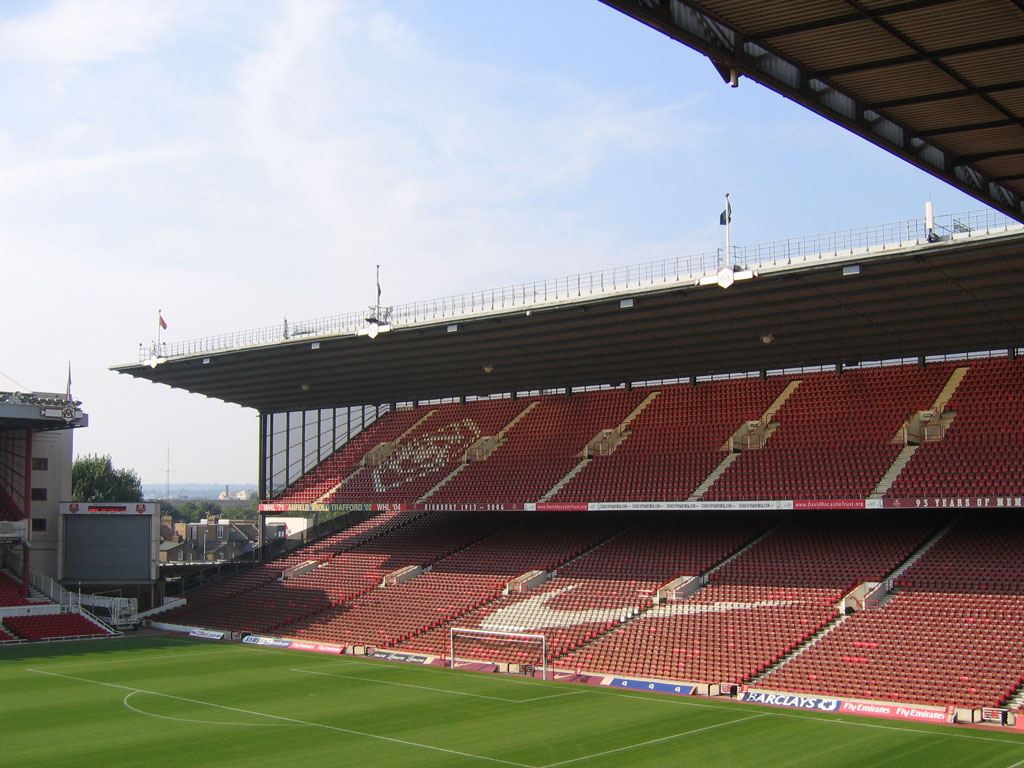
Arsenal Stadium, Highbury.

Mientras el Arsenal estaba en el sureste de Londres, disputó la mayoría de sus partidos de local en el Manor Ground del distrito de Plumstead, además de un período de tres años en el cercano «Invicta Ground» entre 1890 y 1893. El Manor Ground fue inicialmente sólo un campo de juego, hasta que el club instaló tribunas y plateas para su primer partido en la Football League en septiembre de 1893. Jugaron sus partidos de local allí durante los próximos veinte años (con dos excepciones en la temporada 1894-95), hasta el paso al norte de Londres en 1913.
El Arsenal Stadium, conocido mayoritariamente como Highbury, fue el estadio del Arsenal desde septiembre de 1913 hasta mayo de 2006. El estadio original fue construido por el renombrado arquitecto Archibald Leitch, y tenía un diseño común con muchos estadios en el Reino Unido en ese tiempo, con una grada cubierta y tres tribunas populares descubiertas, en donde la gente observaba el partido parada, o sentada en sus escalones. Todo el estadio se le dio una revisión masiva en la década de 1930: se implementó un estilo arquitectónico innovador (el art déco) y se construyeron nueva gradas al este, en las reaperturas del estadio en 1932 y 1936 respectivamente. Se construyó, a su vez, un techo está en la popular norte del estadio, que fue bombardeado durante la Segunda Guerra Mundial y no fue restaurado hasta 1954.
En ese momento Highbury podía albergar alrededor de 30 000 personas y 57 000 hasta los primeros años de los 90. El Informe Taylor, dictado por el gobierno de Margaret Thatcher para erradicar el fenómeno del «hooliganismo» y mejorar la seguridad en los estadios, a raíz de la Tragedia de Hillsborough y las regulaciones de la FA Premier League forzaron al Arsenal a tener que poner asientos en todo el estadio en 1992, reduciendo su capacidad a 38.500 personas y eliminando las tribunas populares. Cuando en el estadio se jugaban partidos de la Liga de Campeones de la UEFA, esa capacidad de 38.500 personas se veía reducida para acomodar vallas publicitarias adicionales, lo que provocó que durante dos temporadas (1998-99 y 1999-00) el Arsenal jugara los partidos de local de la Liga de Campeones en el Estadio de Wembley, que podía albergar más de 70.000 personas.
Además la posibilidad de que el estadio de Highbury se expandiera era difícil, porque 3 sectores del estadio estaban muy cerca de zonas residenciales y el sector este estaba protegido y no se puede demoler por ser una construcción de especial interés en el Reino Unido. Estas limitaciones impidieron al club maximizar la concurrencia de público a sus partidos durante los años 1990 y la primera década del siglo XXI, poniendo en peligro la estabilidad del club en la elite del fútbol de la época.
Después de considerar varias opciones, en el año 2000, la junta directiva del club decidió construir un nuevo estadio que pudiera albergar a unas 60.000 personas en Ashburton Grove, a 500 metros al suroeste de Highbury, que se llamó Emirates Stadium.
El proyecto se retrasó inicialmente por las restricciones de la zona y el aumento de los costos, y la construcción se terminó en julio de 2006, justo a tiempo para el comienzo de la temporada 2006-07.
El Emirates Stadium fue llamado así después de que se firmara un contrato con la empresa de aerolíneas Emirates por £100 millones, el contrato más grande de este tipo en Inglaterra en la historia. No obstante, algunos fanáticos se refieren al estadio como «Ashburton Grove» o «The Grove», ya que no están de acuerdo con que un estadio lleve un nombre de una empresa. El estadio será conocido oficialmente como el «Emirates Stadium» al menos hasta el 2028, y la compañía aérea será la patrocinador de la camiseta del club hasta el final de la temporada 2018-19. Desde el inicio de la temporada 2010-11 en adelante, las gradas del estadio han sido oficialmente conocida como «North Bank», «East Stand», «West Stand» y «Clock End».

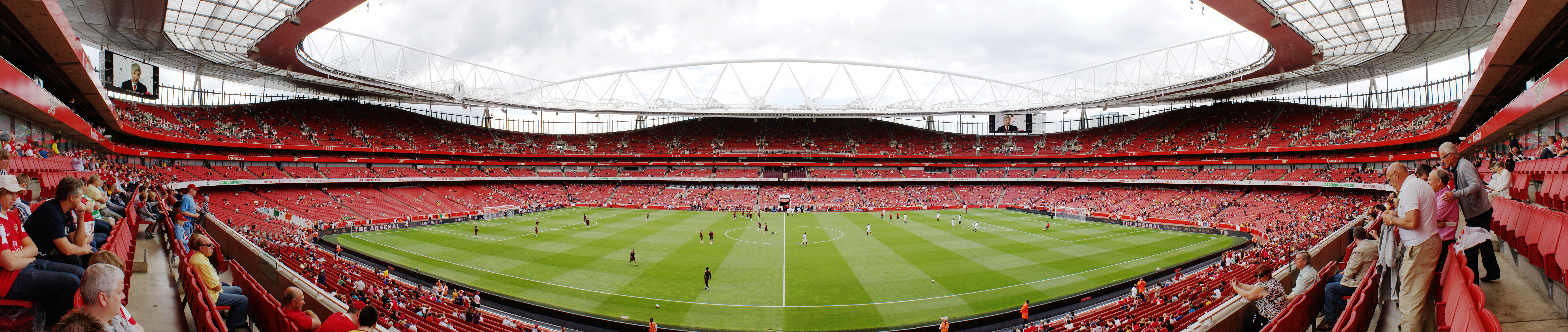
Panorámica del Emirates Stadium.

### Instalaciones deportivas
Por otro lado, los jugadores del Arsenal se entrenan en el Shenley Training Centre en Hertfordshire, un complejo especialmente diseñado para entrenamientos que se inauguró en 1999. Antes de la construcción de este complejo, el club usaba las instalaciones de un complejo que era propiedad de la University College de Londres. Previo a eso, hasta 1961, los entrenamientos se realizaban en el antiguo Arsenal Stadium. Por último, los equipos juveniles del club disputan sus encuentros de local en Shenley, mientras que el equipo de reservas hace lo propio en el Meadow Park, estadio en propiedad del Borehamwood Football Club.

## Datos del club

### Denominaciones
A lo largo de su historia, el club ha visto como su denominación variaba por diversas circunstancias hasta la actual de Arsenal Football Club, vigente desde 1933. El club se fundó bajo el nombre oficial de «Dial Square», pero su nombre ha sido modificado por un motivo u otro.
A continuación se listan las distintas denominaciones de las que ha dispuesto el club a lo largo de su historia:
- Dial Square (1886) Nombre fundacional del club.
- Royal Arsenal (1888-1891) Fue adoptado el nombre de la fábrica de armamentos de Woolwich, distrito donde se fundó el club
- The Woolwich Arsenal Football Club (1891-1913) Durante su estadía en Woolwich, el club suma el nombre del distrito a su denominación.
- The Arsenal Football Club (1913-1933) Ante la mudanza del club a Highbury, es eliminada la palabra Woolwich.
- Arsenal Football Club (1933-actualidad) A pedido de Herbert Chapman, es suprimido el artículo «The». Denominación actual.

### Trayectoria y récords resumido
Arsenal tiene uno de los mejores registros en la máxima categoría del fútbol inglés, habiendo finalizado por debajo del 14.º puesto en solamente siete ocasiones, teniendo a su vez, la posición promedio más alta en Liga en el Siglo XX, con 8,5. Además, es uno de los seis clubes que ganaron dos bicampeonatos de FA Cup, en 2002 y 2003, y 2014 y 2015. El club posee la racha más larga de partidos sin perder en la Premier League con 49 partidos, finalizando la temporada 2003-04 sin perder.
El récord de asistencia para un partido de Liga de Campeones de la UEFA fue de 73,707 espectadores, en un partido ante el RC Lens el 25 de noviembre de 1998 en el Estadio de Wembley, ya que el club buscaba una mayor asistencia de público debido a las limitaciones del Arsenal Stadium de Highbury. En este último estadio, el registro más alto fue de 73,295 espectadores en un empate 0–0 ante el Sunderland el 9 de marzo de 1935, mientras que el registro más alto en el actual Emirates Stadium es de 60,161 espectadores, en un partido ante el Manchester United el 3 de noviembre de 2007 que finalizó en empate 2-2.
Durante su larga historia en la máxima categoría de Inglaterra, el Arsenal estableció numerosos récords. Entre ellos, ser el club que hace más tiempo milita en ella de manera ininterrumpida, (88 temporadas hasta 2014-15) y la racha más longeva de partidos sin perder, con 49 entre mayo de 2003 y octubre de 2004. Esta racha incluye los 38 partidos de la temporada 2003-04 en la que se coronó campeón. Al conseguir esto, se convirtió en el segundo club que finaliza un Campeonato de Liga —incluyendo la First Division y la actual Premier League— invicto, tras el Preston North End (quien disputó 22 partidos) que lo logró en la temporada 1888-89.
A nivel internacional, el Arsenal se mantuvo diez partidos sin encajar un gol en la Liga de Campeones de la UEFA 2005-06, superando el anterior registro de siete partidos logrado por el A.C. Milan. La racha consistió en un total de 995 minutos sin recibir un gol, que fue cortada cuando en la Final de dicha competición, Samuel Eto'o anotó a los 76 minutos para empatar el partido. Asimismo, desde la temporada 1998-99 hasta la 2015-16, el Arsenal clasificó dieciocho veces consecutivas a la Liga de Campeones de la UEFA, un récord compartido junto con el Manchester United. El 12 de marzo de 2024, tras dos paradas de David Raya en penaltis frente al F.C Porto, logra acceder a cuartos de final por primera vez en 14 años.
| Competición Nacional                          | P.J. | P.G. | P.E. | P.P. | G.F. | G.C. | Mejor resultado |
| --------------------------------------------- | ---- | ---- | ---- | ---- | ---- | ---- | --------------- |
| Premier League                                | 1030 | 568  | 252  | 210  | 1836 | 996  | Campeón         |
| FA Cup                                        | 97   | 66   | 18   | 13   | 189  | 78   | Campeón         |
| Community Shield                              | 22   | 13   | 4    | 5    | 37   | 20   | Campeón         |
| Copa de la Liga                               | 51   | 29   | 6    | 16   | 107  | 62   | Campeón         |
|                                               |      |      |      |      |      |      |                 |
| Competición Internacional                     | P.J. | P.G. | P.E. | P.P. | G.F. | G.C. | Mejor resultado |
| Copa de Europa / Liga de Campeones de la UEFA | 201  | 101  | 43   | 57   | 332  | 218  | Subcampeón      |
| Copa de la UEFA / Liga Europa de la UEFA      | 76   | 44   | 13   | 19   | 154  | 79   | Subcampeón      |
| Supercopa de Europa                           | 2    | 0    | 1    | 1    | 2    | 2    | Subcampeón      |
| Recopa de Europa de la UEFA                   | 27   | 15   | 10   | 2    | 48   | 20   | Campeón         |
| Copa de Ferias                                | 2    | 1    | 0    | 1    | 4    | 3    | Campeón         |
|                                               |      |      |      |      |      |      |                 |
| Total                                         | 1508 | 837  | 347  | 324  | 2709 | 1478 | 48 Campeonatos  |

Nota: En negrita competiciones activas. Estadísticas actualizadas al último partido jugado el 23 de abril de 2022.

Fuentes: Premier League - UEFA - FIFA Archivado el 16 de junio de 2018 en Wayback Machine.

## Palmarés
Con 13 títulos de liga, el Arsenal es el tercer club con más Ligas obtenidas, luego de Manchester United (20) y Liverpool (20). El club es, a su vez, el más laureado de la FA Cup con 14 conquistas. El club obtuvo tres «dobletes» (en 1971, 1998 y 2002) — un logro solamente alcanzado anteriormente por Manchester United (en 1994, 1996 y 1999) y fue el primer equipo en lograr el «doblete copero» ganando la FA Cup y la Copa de la Liga en la temporada 1992-93. Por otra parte, el club fue el primero de la ciudad de Londres en alcanzar la Final de la UEFA Champions League, en 2006, perdiendo la final 2-1 ante el Barcelona.
Nota: en negrita competiciones vigentes en la actualidad. Indicado el récord del torneo  y el compartido 

### Torneos nacionales (47)
| Competiciones nacionales               | Títulos | Subcampeonatos                                                                                              |
| -------------------------------------- | --- | --- |
| Primera División (13/12)               | 1930-31, 1932-33, 1933-34, 1934-35, 1937-38, 1947-48, 1952-53, 1970-71, 1988-89, 1990-91, 1997-98, 2001-02, 2003-04.          | 1925-26, 1931-32, 1972-73, 1998-99, 1999-00, 2000-01, 2002-03, 2004-05, 2015-16, 2022-23, 2023-24, 2024-25. |
| FA Cup (14/7)                          | 1929-30, 1935-36, 1949-50, 1970-71, 1978-79, 1992-93, 1997-98, 2001-02, 2002-03, 2004-05, 2013-14, 2014-15, 2016-17, 2019-20. | 1926-27, 1931-32, 1951-52, 1971-72, 1977-78, 1979-80, 2000-01.                                              |
| Copa de la Liga (2/6)                  | 1986-87, 1992-93. | 1967-68, 1968-69, 1987-88, 2006-07, 2010-11, 2017-18.                                                       |
| Community Shield (17/7)                | 1930, 1931, 1933, 1934, 1938, 1948, 1953, 1991, 1998, 1999, 2002, 2004, 2014, 2015, 2017, 2020, 2023.                         | 1935, 1936, 1979, 1989, 1993, 2003, 2005.                                                                   |
| Football League Centenary Trophy (1/0) | 1988-89. | |
|                                        | | |
| Segunda División (0/1)                 | | 1903-04. |

### Torneos internacionales (1)
| Competiciones internacionales | Títulos  | Subcampeonatos    |
| ----------------------------- | -------- | ----------------- |
| Recopa de Europa (1/2)        | 1993-94. | 1979-80, 1994-95. |
| Liga de Campeones (0/1)       |          | 2005-06.          |
| Supercopa de Europa (0/1)     |          | 1994.             |
| Liga Europa (0/2)             |          | 1999-00, 2018-19. |

### Otros torneos internacionales (1)
| Competiciones internacionales | Títulos  | Subcampeonatos |
| ----------------------------- | -------- | -------------- |
| Copa de Ferias (1)            | 1969-70. |                |

### Palmarés total
| Arsenal F.C.                                                                  | 13 | 14 | 3 | 17 | 1 | 1 | 49 |
| Datos actualizados a la consecución del último título el 6 de agosto de 2023. |    |    |   |    |   |   |    |

## Jugadores

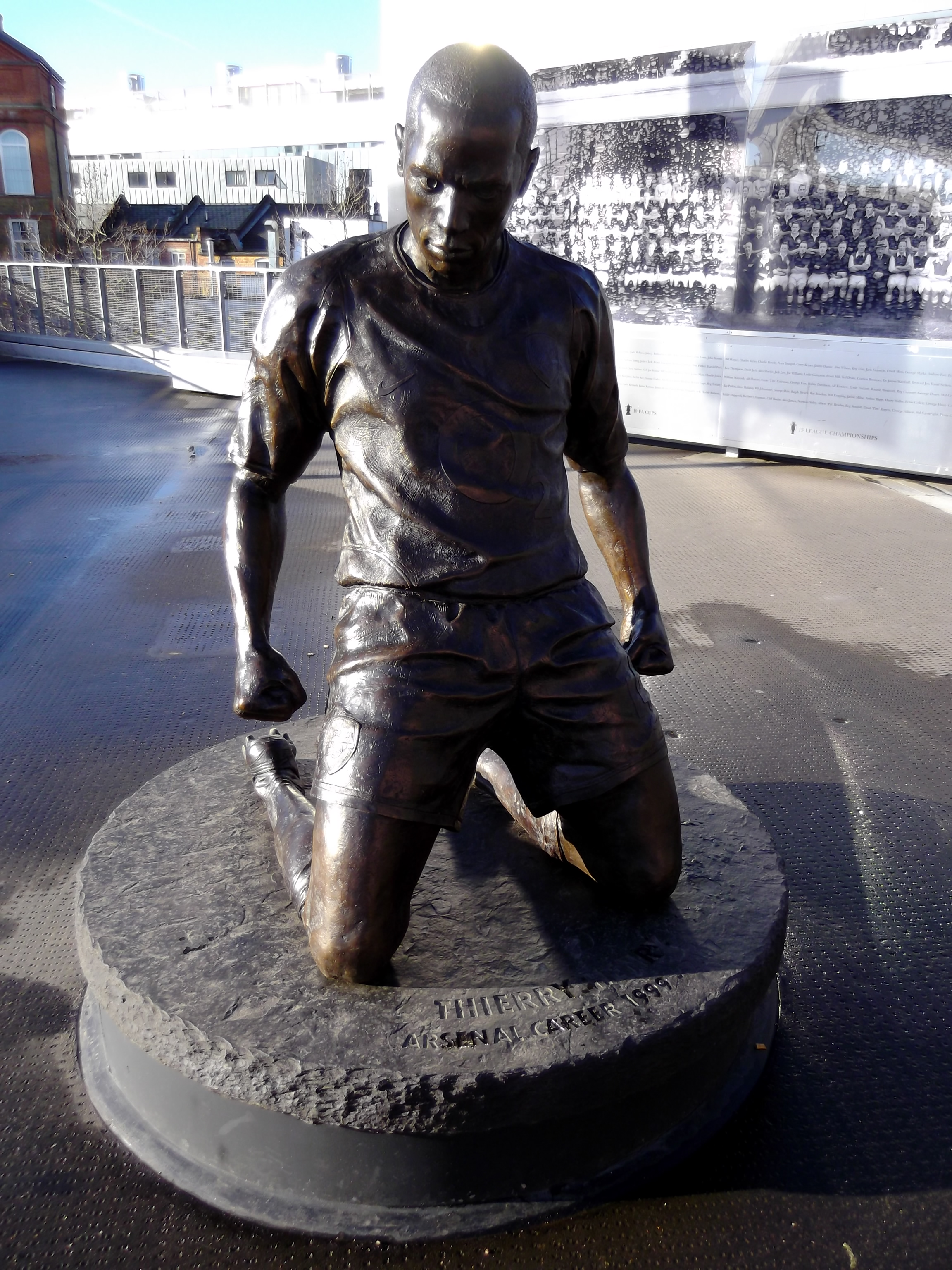
Estatua homenaje a Thierry Henry, máximo goleador del club.

David O'Leary ostenta el récord de presencias con el club, teniendo disputados 722 partidos con el primer equipo entre 1975 y 1993. El mediocampista y excapitán Tony Adams se encuentra segundo, con 669 partidos. Asimismo, el récord para un arquero lo tiene David Seaman, con 564 partidos.
Thierry Henry es el máximo goleador en toda la historia del Arsenal con 228 goles entre los años 1999 y 2012 superando el registro de 185 goles de Ian Wright en octubre de 2005. El registro de Wright había estado vigente desde septiembre de 1997, cuando superó el registro de 178 goles establecido por Cliff Bastin en 1939. Henry también posee el récord de goles anotados en un partido por Liga, con 175, algo que ostentaba Bastin hasta el año 2006.
| Máximos goleadores | Máximos goleadores | Máximos goleadores | Más partidos disputados | Más partidos disputados | Más partidos disputados |
| ------------------ | ------------------ | ------------------ | ----------------------- | ----------------------- | ----------------------- |
| 1.                 | Thierry Henry      | 228 goles          | 1.                      | David O'Leary           | 722 partidos            |
| 2.                 | Ian Wright         | 185 goles          | 2.                      | Tony Adams              | 669 partidos            |
| 3.                 | Cliff Bastin       | 178 goles          | 3.                      | George Armstrong        | 621 partidos            |
| 4.                 | John Radford       | 149 goles          | 4.                      | Lee Dixon               | 619 partidos            |
| 5.                 | Ted Drake          | 139 goles          | 5.                      | Nigel Winterburn        | 584 partidos            |
| 6.                 | Jimmy Brain        | 139 goles          | 6.                      | David Seaman            | 564 partidos            |
| 7.                 | Doug Lishman       | 137 goles          | 7.                      | Pat Rice                | 528 partidos            |
| 8.                 | Robin van Persie   | 132 goles          | 8.                      | Peter Storey            | 501 partidos            |
| 9.                 | Joe Hulme          | 125 goles          | 9.                      | John Radford            | 481 partidos            |
| 10.                | David Jack         | 124 goles          | 10.                     | Peter Simpson           | 477 partidos            |

### Plantel 2025-26
- Según normativa UEFA, cada club solo puede tener en plantilla un máximo de tres jugadores extracomunitarios, que ocupen plaza de extranjero, mientras que un canterano debe permanecer al menos tres años en edad formativa en el club (15-21 años) para ser considerado como tal.[87]

### Transferencias 2025-26
| Altas              | Altas         | Altas         | Altas    | Altas       |
| Jugador            | Posición      | Procedencia   | Tipo     | Coste       |
| ------------------ | ------------- | ------------- | -------- | ----------- |
| Kepa Arrizabalaga  | Portero       | Chelsea FC    | Traspaso | €5.800.000  |
| Cristhian Mosquera | Defensa       | Valencia CF   | Traspaso | €15.000.000 |
| Martín Zubimendi   | Mediocampista | Real Sociedad | Traspaso | €70.000.000 |
| Christian Nørgaard | Mediocampista | Brentford FC  | Traspaso | €11.600.000 |
| Noni Madueke       | Delantero     | Chelsea FC    | Traspaso | €57.220.000 |
| Viktor Gyökeres    | Delantero     | Sporting CP   | Traspaso | €73.500.000 |

| Bajas             | Bajas         | Bajas           | Bajas         | Bajas      |
| Jugador           | Posición      | Destino         | Tipo          | Coste      |
| ----------------- | ------------- | --------------- | ------------- | ---------- |
| Neto Murara       | Portero       | AFC Bournemouth | Fin de cesión |            |
| Kieran Tierney    | Defensa       | Celtic FC       | Libre         |            |
| Nuno Tavares      | Defensa       | SS Lazio        | Traspaso      | €5.000.000 |
| Takehiro Tomiyasu | Defensa       |                 | Libre         |            |
| Jorginho          | Mediocampista | CR Flamengo     | Libre         |            |
| Thomas Partey     | Mediocampista | Villarreal CF   | Libre         |            |
| Marquinhos        | Delantero     | Cruzeiro EC     | Traspaso      | €3.000.000 |
| Raheem Sterling   | Delantero     | Chelsea FC      | Fin de cesión |            |

|  |

## Entrenadores

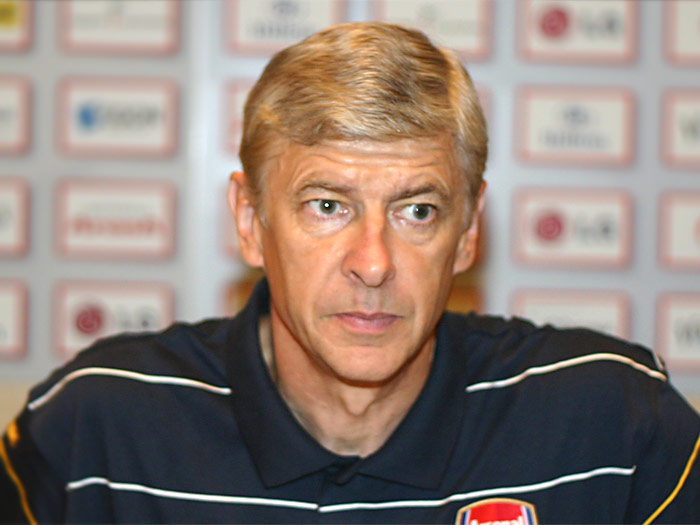
Arsène Wenger, el entrenador con mayor partidos dirigidos en el Arsenal F. C..

A lo largo de su historia, el Arsenal ha tenido un total de veintisiete entrenadores, de los cuales seis han sido interinos. El primer entrenador del club fue el escocés Thomas Mitchell, quien asumió en 1897, procedente del Blackburn Rovers. El entrenador más longevo es Arsène Wenger, que asumió en 1996 y se mantuvo hasta la finalización de la temporada 2017-2018. A su vez, dos entrenadores han muerto en el cargo —Herbert Chapman y Tom Whittaker—. Herbert Chapman, que llegó en 1925 y murió en el cargo en 1934, fue el primer Gunner que ganó títulos importantes (dos campeonatos y una FA Cup). Bertie Mee, que llegó como entrenador temporal en 1966, construyó un equipo formidable que ganó el primer título continental del club en 1970. El escocés George Graham, de 1986 a 1995, ganó siete grandes trofeos con el Arsenal, incluida la Recopa de Europa en 1994.
Contratado en 1996, Arsène Wenger es el decimoctavo entrenador de la historia del Arsenal (sin contar los interinos) y el primero no británico. Llegó en un relativo anonimato, pero se ha convertido en el entrenador que más tiempo lleva en el club. Además es el entrenador más laureado de la historia del club.
| Rang | Nombre          | Período   |
| ---- | --------------- | --------- |
| 1    | Thomas Mitchell | 1897-1898 |
| 2    | George Elcoat   | 1898-1899 |
| 3    | Harry Bradshaw  | 1899-1904 |
| 4    | Phil Kelso      | 1904-1908 |
| 5    | George Morrell  | 1908-1915 |
| 6    | James McEwen    | 1915-1919 |
| 7    | Leslie Knighton | 1919-1925 |
| 8    | Herbert Chapman | 1925-1934 |
| 9    | Joe Shaw        | 1934      |

| Rang | Nombre           | Período   |
| ---- | ---------------- | --------- |
| 10   | George Allison   | 1934-1947 |
| 11   | Tom Whittaker    | 1947-1956 |
| 12   | Jack Crayston    | 1956-1958 |
| 13   | George Swindin   | 1958-1962 |
| 14   | Billy Wright     | 1962-1966 |
| 15   | Bertie Mee       | 1966-1976 |
| 16   | Terry Neill      | 1976-1983 |
| 17   | Don Howe         | 1983-1986 |
| 18   | Steve Burtenshaw | 1986      |

| Rang | Nombre            | Período     |
| ---- | ----------------- | ----------- |
| 19   | George Graham     | 1986-1995   |
| 20   | Stewart Houston   | 1995        |
| 21   | Bruce Rioch       | 1995-1996   |
| 22   | Stewart Houston   | 1996        |
| 23   | Pat Rice          | 1996        |
| 24   | Arsène Wenger     | 1996 - 2018 |
| 25   | Unai Emery        | 2018 - 2019 |
| 26   | Fredrik Ljungberg | 2019        |
| 27   | Mikel Arteta      | 2019 -      |

## Filiales

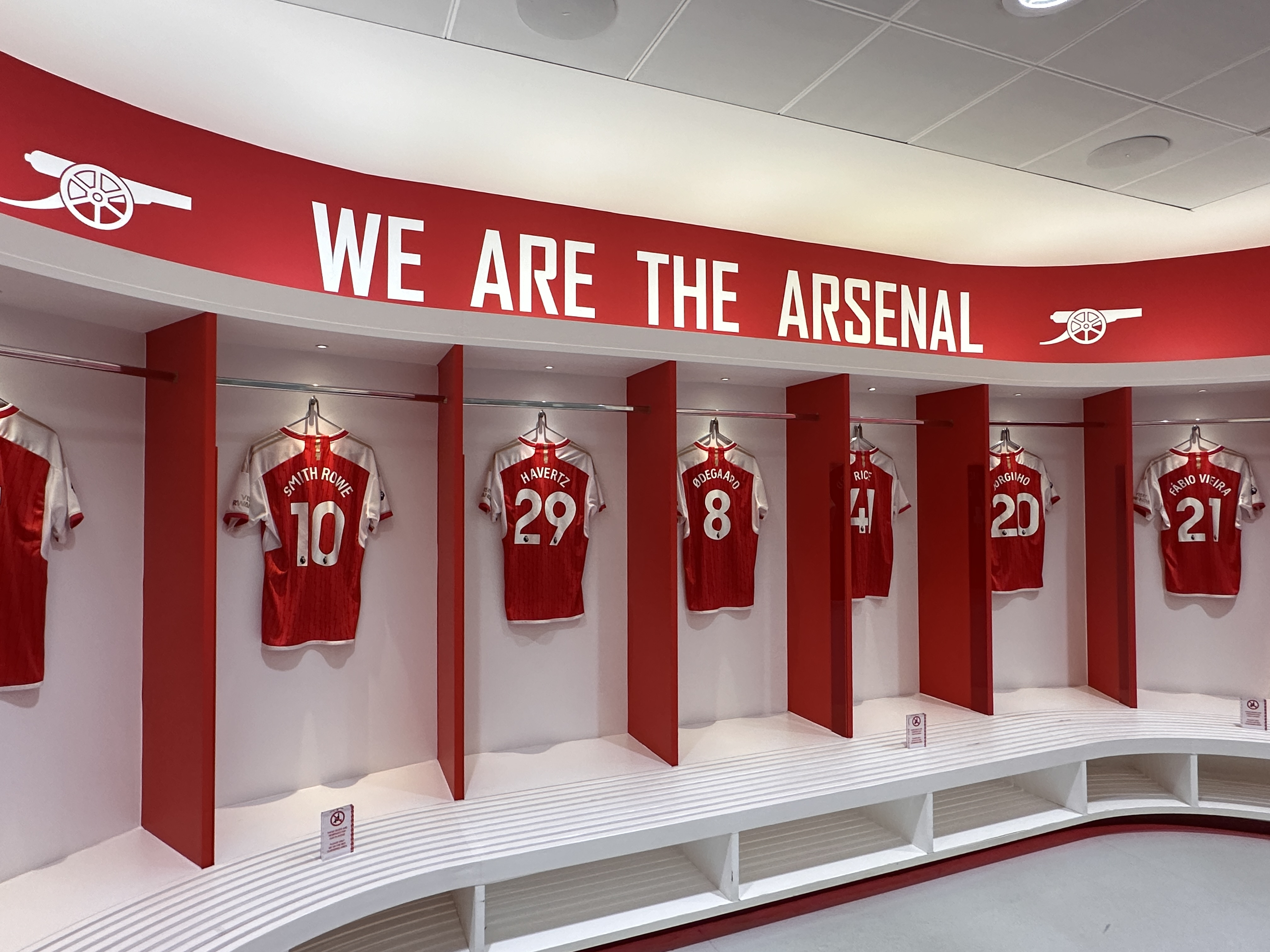
Sala de equipación del Arsenal.

### Arsenal Women
El club opera un equipo femenino, el Arsenal Women Football Club, afiliado desde 1987 al club. Fue fundado ese mismo año y adquirió un carácter semi-profesional en 2002. Su entrenador es Joe Montemurro. El Arsenal Women es el club más exitoso del fútbol femenino inglés. En la temporada 2008-09, ganaron los tres títulos oficiales de la temporada —la FA Women's Premier League, la FA Cup femenina y la Copa de la Liga femenina—, y es el único equipo inglés que ha ganado la Liga de Campeones femenina de la UEFA, lográndolo en la temporada 2006-07 como parte de un cuadruplete. Los equipos masculino y femenino formalmente están separados pero se relacionan estrechamente con el club y comparten instalaciones de entrenamiento. El Arsenal Women tiene derecho a jugar una vez por temporada en el Emirates Stadium, aunque por lo general juegan sus partidos como local en el campo del Borehamwood Football Club.

### Arsenal Reservas
El Arsenal Football Club Reservas es un club de fútbol conformado por reservas y es filial del Arsenal. El equipo fue fundado en 1886 ya que particularmente siempre fue continuo a los cambios sufridos por el equipo principal. Son miembros de la Professional Development League, particularmente de la Segunda división. El equipo se compone principalmente de jugadores de la categoría Sub-21, aunque ocasionalmente los jugadores del primer equipo desempeñan partidos en la reserva, por ejemplo cuando se están recuperando de una lesión. Actualmente, el entrenador del equipo de reservas es Steve Gatting, mientras que el entrenador del equipo juvenil es Kwame Ampadu y el de la academia es Trevor Bumstead.

## Idiosincrasia

### Seguidores

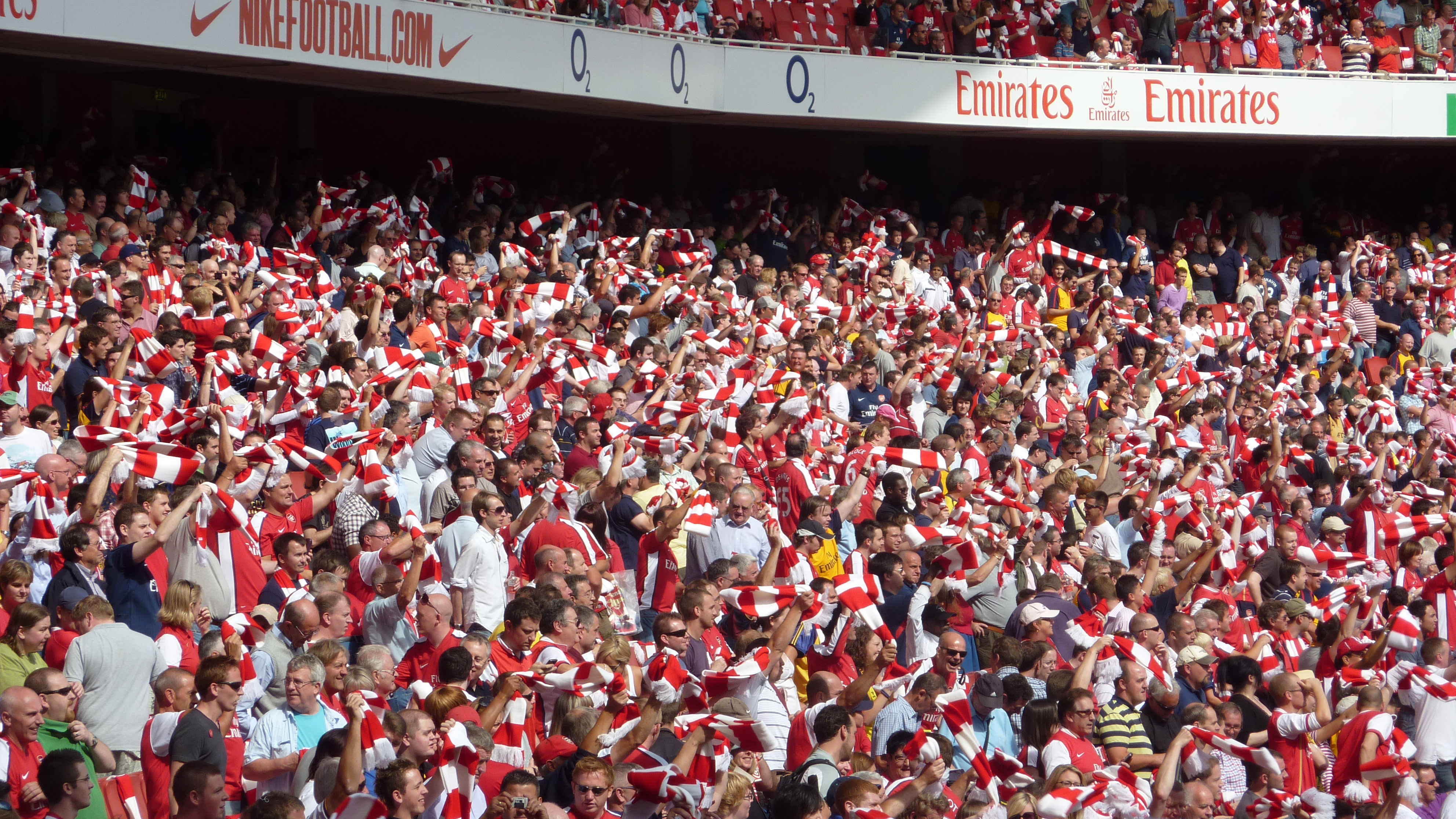
Afición del Arsenal en el Emirates Stadium.

Los aficionados del Arsenal a menudo se refieren a sí mismos como «Gooners», el nombre deriva de apodo del equipo, «The Gunners». La cantidad de aficionados es demasiado grande y por lo general, las entradas para prácticamente todos los partidos de local se agotan; en la temporada 2007-08, el club tuvo el segundo promedio de asistencia más alto en Premier League para un club Americano (60.070, que fue del 99,5% de la capacidad disponible), y desde 2006, el promedio de asistencia es el cuarto más alto de toda la historia del fútbol inglés. Arsenal tiene el séptimo promedio de asistencia más alto del fútbol de Europa solo superado por Borussia Dortmund, FC Barcelona, Manchester United, Real Madrid, Bayern Múnich, y Schalke. La ubicación del club, cercana a áreas de clase alta como Canonbury y Barnsbury, zonas mixtas, tales como Islington, Holloway, Highbury, y el adyacente distrito londinense de Camden, y en áreas en gran parte de la clase obrera, como Finsbury Park y Stoke Newington, ha significado que los seguidores del Arsenal sean de una gran variedad de clases sociales.
Como todos los clubes grandes del fútbol inglés, el Arsenal tiene un número de grupos partidarios internos, incluidos el Arsenal Football Supporters' Club —traducción: Aficionados del Arsenal Football Club—, que trabaja en estrecha colaboración con el club, y la Arsenal Independent Supporters' Association —traducción: Asociación Independiente de Aficionados del Arsenal—, que mantiene una línea más independiente. El Arsenal Supporters' Trust promueve una mayor participación en la propiedad del club por los fanes. Los partidarios del club también publican diversas fanzines como The Gunner, Gunflash y la satírica Up the Arse!. Además, se encuentran los habituales cánticos de fútbol, donde los «Gooners», con la melodía de la canción «Go West», cantan la canción «One-Nil to the Arsenal» en apoyo al equipo. Otro cántico usado es «Boring, Boring, Arsenal», que solía ser una burla común de los aficionados de otros clubes, pero ahora se canta irónicamente por los partidarios de Arsenal cuando el equipo está jugando bien. Algunos cánticos pueden incluir insultos hacia algunos equipos.
Siempre ha habido seguidores del Arsenal fuera de la ciudad de Londres, y desde la llegada de la televisión por satélite, el seguimiento hacia un club de fútbol se ha convertido en menos dependiente de la ubicación geográfica de cada persona. En consecuencia, el Arsenal tiene un número importante de aficionados fuera de Londres y en todo el mundo. Prueba de ello son las peñas: en 2007, se encontraban afiliadas al club 24 peñas del Reino Unido, otras 37 de Irlanda y otras 49 en el extranjero. Un informe realizado en 2005 por la empresa Granada Ventures, que en ese momento poseía una participación del 9,9% en el club, estimó unos 27 millones de seguidores del Arsenal a nivel mundial.

### Impacto en la comunidad
En 1985, el Arsenal fundó un régimen comunitario, llamado «Arsenal in the Community» —traducción: Arsenal en la comunidad—, que ofreció actividades deportivas, promovió la inclusión social, educativa y ofreció proyectos de caridad. El club apoya de manera directa una serie de causas benéficas para la comunidad, motivo por el cual estableció en 1992 estableció el «Arsenal Charitable Trust», una fundación benéfica, que en 2006 había recaudado más de £ 2 millones para causas locales. En ocasiones, se han organizado partidos de fútbol informales, con la participación de reconocidos jugadores del club, a fin de recaudar dinero.
En la temporada 2009-10, el Arsenal anunció que había recaudado un récord de £ 818.897 para el Great Ormond Street Hospital, un hospital de niños carenciados. El objetivo original era juntar £ 500.000, pero, gracias al abrumador apoyo de los aficionados, jugadores, directivos y personal, fueron capaces de superar el monto esperado.

### Impacto en la cultura popular
Los partidos del Arsenal han sido los primeros en estrenar la cobertura mediática en el fútbol: el 22 de enero de 1927, su partido ante el Sheffield United fue el primero en ser transmitido en vivo por radio. Asimismo, una década después, más exactamente el 16 de septiembre de 1937, un partido de exhibición entre el primer equipo y el equipo de reservas fue el primer partido de fútbol en el mundo en ser televisado. También, el Arsenal fue el primer equipo en aparecer en el reconocido programa de televisión «Match of the Day», donde se transmitió un resumen de su partido ante el Liverpool en Anfield el 22 de agosto de 1964. British Sky Broadcasting cubrió, en enero de 2010, un partido ante Manchester United que significó la primera emisión pública en directo de un evento deportivo en la televisión 3D.
Al ser uno de los clubes más laureados y reconocidos del fútbol inglés, hace apariciones en el Cine del Reino Unido cuando el fútbol es representado. Un ejemplo fue la película «The Arsenal Stadium Mystery», una de las películas más antiguas relacionadas con el fútbol, producida en 1939. La película se centra en un partido amistoso entre el Arsenal y un equipo amateur, cuyo uno de sus jugadores se envenena durante la reproducción. La sospecha recae sobre sus compañeros de equipo, así como su antigua amante. El entrenador George Allison, sucesor de Herbert Chapman, hace una breve aparición en la película. se le dio una parte de discurso. Recientemente, se publicó el libro «Fever Pitch» —Fiebre en las gradas en español— por Nick Hornby. El libro es un relato autobiográfico de la vida de Hornby y su relación con el fútbol y el Arsenal, en particular. Publicado en 1992, formó parte de la recuperación y rehabilitación del fútbol en la sociedad británica durante la década de 1990, tras lo ocurrido en la Tragedia de Heysel. El libro fue adaptado para el cine, en una versión británica en 1997, que trata acerca del título de liga de la temporada 1988-89. En 2005, se realizó otra versión, esta vez en Estados Unidos, aunque basado en el béisbol.
Debido a su actitud defensiva, el club ha tenido un particular estereotipo durante los años 1970 y 80, siendo calificado como «aburrido». Muchos cómicos, como Eric Morecambe, han hecho bromas acerca de esta forma de jugar del equipo. Otra broma se da en la película de 1997 «The Full Monty», en una escena en la que los protagonistas se mueven en una línea y levantan la mano, imitando deliberadamente a línea defensiva del Arsenal pidiendo fuera de juego, tratando de cortar una acción de ataque rival.
En 1991, un show televisivo llamado «Harry Enfield & Chums» ofreció un sketch de humor de los personajes Sr. Cholmondly-Warner y Grayson, parodiando exageradamente un partido entre el equipo del Arsenal de 1933 y el del Liverpool de 1991, tratándose de jugadores aficionados.

## Rivalidades

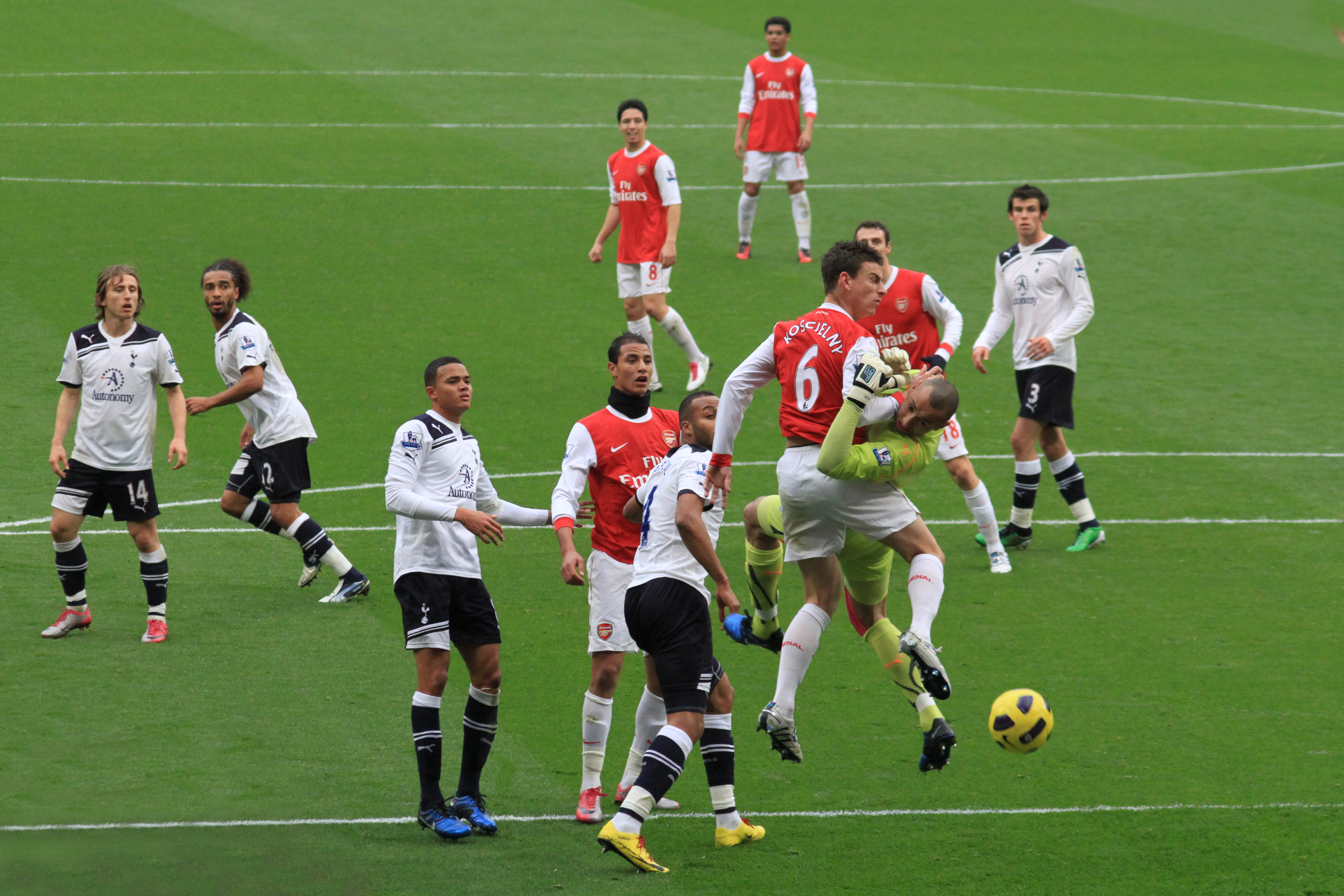
Partido entre el Arsenal y el Tottenham Hotspur, conocido como el Derbi del Norte de Londres.

En cuanto a rivalidades se refiere, la rivalidad más tradicional del Arsenal es con el Tottenham Hotspur. Esta rivalidad se debe a la gran cercanía que tienen ambos clubes y los partidos disputados entre los dos se conocen como el «Derbi del Norte de Londres». Otras rivalidades con equipos dentro de Londres son contra el Chelsea, el Fulham y el West Ham United. Además, el Arsenal y el Manchester United desarrollaron una fuerte rivalidad en la cancha a finales de los años 1980, que se intensificó en los años 1990 y 2000 cuando ambos clubes estaban compitiendo por el título de la Premier League y que continúa hasta los últimos años, tanto es así que una encuesta en línea del año 2003 realizada por la compañía Football Fans Census arrojó como resultado al Manchester United como el máximo rival del Arsenal, seguido por el Tottenham Hotspur y Chelsea. No obstante, otra encuesta en línea revela que es ante el Tottenham la rivalidad más importante.